# Medal of Honor
Medal of Honor (en español: «Medalla de Honor») es una serie de videojuegos creada y producida por Steven Spielberg. La temática de la serie siempre ha estado basada en los combates de la Segunda Guerra Mundial, tema de culto para Spielberg (este cumplió su sueño de recrear la Segunda Guerra Mundial con la película Saving Private Ryan y con Medal of Honor, que fueron concebidos casi al mismo tiempo). No obstante, en 2010 la serie abandona la ambientación en la Segunda Guerra Mundial para trasladarse a un conflicto bélico en Afganistán. Medal of Honor (2010).

## Temática
La forma de juego siempre ha sido la de la primera persona, con vehículos reales de la época y luchando contra las fuerzas del Eje. Desde el primer Medal of Honor, la acción ha sido aumentada gradualmente: en el primer juego el sigilo y la estrategia eran más importantes que aquella, mientras que en la actualidad ocurre lo contrario; el jugador ya no tendrá necesidad de agazaparse ni de ser sigiloso para abatir a un enemigo. Los enemigos abarcan todos los ejércitos del Eje, desde la Wehrmacht, pasando por los italianos hasta el Ejército Imperial del Japón.
Además, existen diversas secuencias y escenarios comunes tanto a Saving Private Ryan como a Medal of Honor, en especial el desembarco aliado en Normandía, que se desarrolla de forma idéntica en la película y en el videojuego.

## Medal of Honor
El primer videojuego de la serie, apareció en 1999 para la videoconsola PlayStation, convirtiéndose en uno de los pocos videojuegos de la Segunda Guerra Mundial en aquella generación de consolas. Luego de disminuir la gráfica que poseía el prototipo y quitarle el excesivo e innecesario "desangramiento" de los enemigos, la versión final se transformó en uno de los videojuegos más vendidos e influyentes de la época, sobre todo por su desarrollo cinematográfico que fue aumentando con el tiempo promovido por su creador, Steven Spielberg, transformándolo en el primero de una serie de culto.
El jugador toma el papel de un teniente del ejército estadounidense llamado James "Jimmy" Patterson, que trabaja para la OSS (Office of Strategic Services) en misiones contra las tropas alemanas de índole secreta, ya que usa el concepto de un hombre contra todo un ejército, a pesar de que el juego está ambientado en un conflicto bélico a gran escala. Se trata de un juego basado en hechos históricos pero desde la perspectiva de misiones de primera persona.
Las misiones varían desde la infiltración en un submarino U-Boot hasta destruir los planes de Hitler para crear su propia bomba atómica en Noruega. 
James Patterson, quien aunque solo trabaja en 3 videojuegos (Medal of Honor, Frontline y Heroes), es el principal protagonista de la serie completa hablando genéricamente, en este juego desarrolla 7 misiones independientes una de otra, en donde cumple objetivos en mapas lineales y derrota enemigos. Al comienzo rescata documentos de un espía derribado, luego se infiltra en las líneas enemigas para destruir un cañón férreo, después destruye un prototipo de submarino alemán para luego internarse en la fábrica de gas mostaza Schmerzen, la cual es reconstruida en el Allied Assault y destruida por Mike Powell, luego Jimmy sabotea el proyecto nuclear del Tercer Reich, en la siguiente misión, se interna en la misión de rescatar unas obras de arte destinadas a ser quemadas, para finalmente sumergirnos en la carrera por destruir un cohete V2, quizás la mejor misión de todo el juego.
Como coprotagonistas de los juegos nos presentan al coronel Hargrove que aparece en varios títulos más como alto mando de la OSS y a Manon Batiste, francesa de la resistencia, William Holt, otro miembro de la OSS que evitó que estallara una bomba atómica en la batalla de las Ardenas y al Marine J.Griffin ejecuta operaciones en el pacífico. La relación o conexión que se tiene entre el protagonista con algunos de los coprotagonistas (o incluso entre los últimos nombrados) resulta ser enigmática pero a la vez intrigante, Por ejemplo: Manon Batiste es la protagonista de Medal of Honor: Underground pero en el primer título se encargaba de informar a James Patterson en las misiones que debía realizar, e incluso más tarde, William Holt (protagonista de Medal of Honor: European Assault) es enviado a rescatar a Manon que fue misteriosamente capturada por los nazis. Sin embargo, estas conexiones irónicamente crean confusión cronológicamente.
Algo muy destacable del juego es la banda sonora compuesta por Michael Giacchino, siendo una de las más recordadas gracias tanto a las bandas sonoras de los títulos que fueron lanzados para la PS1, como en cualquier otra plataforma posterior a esta. Tal es el caso que en Medal of Honor: Airborne se habían reciclado algunos temas musicales clásicos de los primeros juegos de la serie, posiblemente por nostalgia. 
También caracterizado por sus armas, pocas y una en cada nivel del título, las cuales son:
High Standard con silenciador, Walther P38, M1911, M1 Garand, S1903, MP40, Thompson, Bazuca M9, granada de fragmentación, Stick granate y escopeta.

## Videojuegos
Esta es una lista de todos los videojuegos de la serie Medal of Honor y sus plataformas compatibles:
| Año  | Título                                       | Plataforma(s) | Plataforma(s) | Plataforma(s) | Plataforma(s) | Plataforma(s) | Plataforma(s) | Plataforma(s) | Plataforma(s) | Plataforma(s) | Plataforma(s) | Plataforma(s) | Plataforma(s) |
| Año  | Título                                       | Win           | Mac           | Linux         | GCN           | WII           | GBA           | PS1           | PS2           | PS3           | PSP           | Xbox          | X360          |
| ---- | -------------------------------------------- | ------------- | ------------- | ------------- | ------------- | ------------- | ------------- | ------------- | ------------- | ------------- | ------------- | ------------- | ------------- |
| 1999 | Medal of Honor                               | No            | No            | No            | No            | No            | No            | Yes           | No            | No            | No            | No            | No            |
| 2000 | Medal of Honor II: Underground               | No            | No            | No            | No            | No            | Yes           | Yes           | No            | No            | No            | No            | No            |
| 2002 | Medal of Honor: Frontline                    | No            | No            | No            | Yes           | No            | No            | No            | Yes           | Yes           | No            | Yes           | No            |
| 2002 | Medal of Honor: Allied Assault               | Yes           | Yes           | Yes           | No            | No            | No            | No            | No            | No            | No            | No            | No            |
| 2002 | Medal of Honor: Allied Assault: Spearhead    | Yes           | Yes           | Yes           | No            | No            | No            | No            | No            | No            | No            | No            | No            |
| 2003 | Medal of Honor: Allied Assault: Breakthrough | Yes           | Yes           | Yes           | No            | No            | No            | No            | No            | No            | No            | No            | No            |
| 2003 | Medal of Honor: Rising Sun                   | No            | No            | No            | Yes           | No            | No            | No            | Yes           | No            | No            | Yes           | No            |
| 2003 | Medal of Honor: Infiltrator                  | No            | No            | No            | No            | No            | Yes           | No            | No            | No            | No            | No            | No            |
| 2004 | Medal of Honor: Pacific Assault              | Yes           | No            | No            | No            | No            | No            | No            | No            | No            | No            | No            | No            |
| 2005 | Medal of Honor: European Assault             | No            | No            | No            | Yes           | No            | No            | No            | Yes           | No            | No            | Yes           | No            |
| 2006 | Medal of Honor: Heroes                       | No            | No            | No            | No            | No            | No            | No            | No            | No            | Yes           | No            | No            |
| 2007 | Medal of Honor: Heroes 2                     | No            | No            | No            | No            | Yes           | No            | No            | No            | No            | Yes           | No            | No            |
| 2007 | Medal of Honor: Vanguard                     | No            | No            | No            | No            | Yes           | No            | No            | Yes           | No            | No            | No            | No            |
| 2007 | Medal of Honor: Airborne                     | Yes           | No            | No            | No            | No            | No            | No            | No            | Yes           | No            | No            | Yes           |
| 2010 | Medal of Honor (2010)                        | Yes           | No            | No            | No            | No            | No            | No            | No            | Yes           | No            | No            | Yes           |
| 2012 | Medal of Honor: Warfighter                   | Yes           | No            | No            | No            | No            | No            | No            | No            | Yes           | No            | No            | Yes           |
| 2020 | Medal of Honor: Above and Beyond             | Yes           | No            | No            | No            | No            | No            | No            | No            | No            | No            | No            | No            |

## Mods
Los mods son modificaciones elaboradas por los aficionados utilizando las herramientas que los propios autores ponen a su disposición. Cabe destacar:
- 1936, España en llamas: desarrollado íntegramente en España. Trata sobre el conflicto civil acaecido en España entre 1936 y 1939.
- Freeze tag: Modalidad de juego donde uno de los equipos debe ser eliminado completamente. Lo peculiar de este mod es que un jugador alcanzado, no muere sino que queda congelado -de ahí el nombre del modo de juego- hasta que un miembro de su equipo lo libera para que pueda volver a la batalla.
- MohBall: Modalidad de juego en la que se juega un partido de fútbol. Cuando un jugador recoge el balón tiene que evitar que le maten hasta que consigue marcar. Puede lanzar el balón para matar a otros jugadores y volverlo a recoger.
- Only Rifle: Modalidad de juego muy extendida en la que solo se podía emplear este tipo de arma.